# Oceano Atlântico
O oceano Atlântico, dividido em 
Norte e Sul pela linha do Equador.
* Os valores do perímetro, área e volume podem ser imprecisos devido às estimativas envolvidas, podendo não estar normalizadas.
O oceano Atlântico é o segundo maior oceano em extensão, com uma área de aproximadamente 106 400 000 km², cerca de um quinto da superfície da Terra. É o oceano que separa a Europa e a África a Leste, da América, a Oeste. Seu nome deriva de Atlas, uma divindade da mitologia grega. É por isso que, às vezes, o oceano Atlântico é referido como "mar de Atlas". A menção mais antiga sobre seu nome é encontrada em Histórias, de Heródoto, por volta de 450 a.C.. Antes de os europeus descobrirem outros oceanos, o termo "oceano" foi sinônimo de todas as águas que circundam a Europa Ocidental e que os gregos acreditavam ser um grande rio que circundava toda a Terra. Esta denominação desapareceu, no entanto, na Idade Média, altura em que se utilizava o nome de "mar Ocidental" ou "mar do Norte" (que hoje designa uma parte do Atlântico, o mar do Norte). O responsável pelo reaparecimento do nome "Atlântico", foi o geógrafo Mercator ao colocá-lo no seu célebre mapa do mundo em 1569. A partir deste momento a nomenclatura da idade média foi gradualmente sendo substituída por este nome, que subsistiu até os nossos dias.
O oceano Atlântico apresenta uma forma semelhante à letra S. Sendo uma divisão das águas marítimas terrestres, o Atlântico é ligado ao oceano Ártico (que em algumas vezes é referido como sendo apenas um mar do Atlântico), a norte, ao oceano Pacífico, a sudoeste, e ao oceano Índico, a sudeste, e ao oceano Antártico, a sul. (Alternativamente, ao invés do oceano Atlântico ligar-se com o oceano Antártico, pode-se estabelecer a Antártida como limite sul do oceano, sob outro ponto de vista). A linha do Equador divide o oceano em Atlântico Norte e Atlântico Sul. Com um terço das águas oceânicas mundiais, o Atlântico inclui mares como o Mediterrâneo, o mar do Norte, o Báltico e o mar das Caraíbas (Caribe).

## Geografia
O oceano Atlântico, o segundo maior do mundo em superfície, está localizado em sua maior parte no hemisfério ocidental e alonga-se no sentido Norte-Sul. O oceano Atlântico cobre uma área de aproximadamente 106 461 460 quilômetros quadrados, ou 21% da terra. Entretanto, ele está se alargando no local onde as placas da América do Sul e da América do Norte se afastam das placas da Eurásia e da África, a uma velocidade de cerca de 4 centímetros por ano.
Com um formato que lembra um S, comunica com o oceano Ártico pelo estreito da Islândia; com o oceano Pacífico e com o oceano Índico pela ampla passagem que se abre entre a América, a África e a Antártida, nas altas latitudes austrais. No hemisfério Norte, as costas continentais, muito recortadas, delimitam numerosos mares anexos (mar da Mancha, mar do Norte, mar Báltico, mar Mediterrâneo, mar das Antilhas). Ao sul, ao contrário, as costas são bem retilíneas.
O Atlântico, embora seja o segundo maior em extensão, é o oceano que junto com seus mares banha a maior quantidade de países:
- Os países litorâneos das Américas do Norte e do Sul — Canadá, Estados Unidos, Brasil, Uruguai, Argentina;
- Pelo mar do Caribe, parte do Atlântico são banhados os países no norte da América do Sul, os da América Central e todos os insulares do Caribe;
- Os países do litoral oeste da África;
- Os países litorâneos do oeste da Europa e os do Báltico;
- Pelo mar Mediterrâneo são banhados os países litorâneos do sul da Europa, Norte da África, oeste da Ásia Menor.

### Fundo oceânico

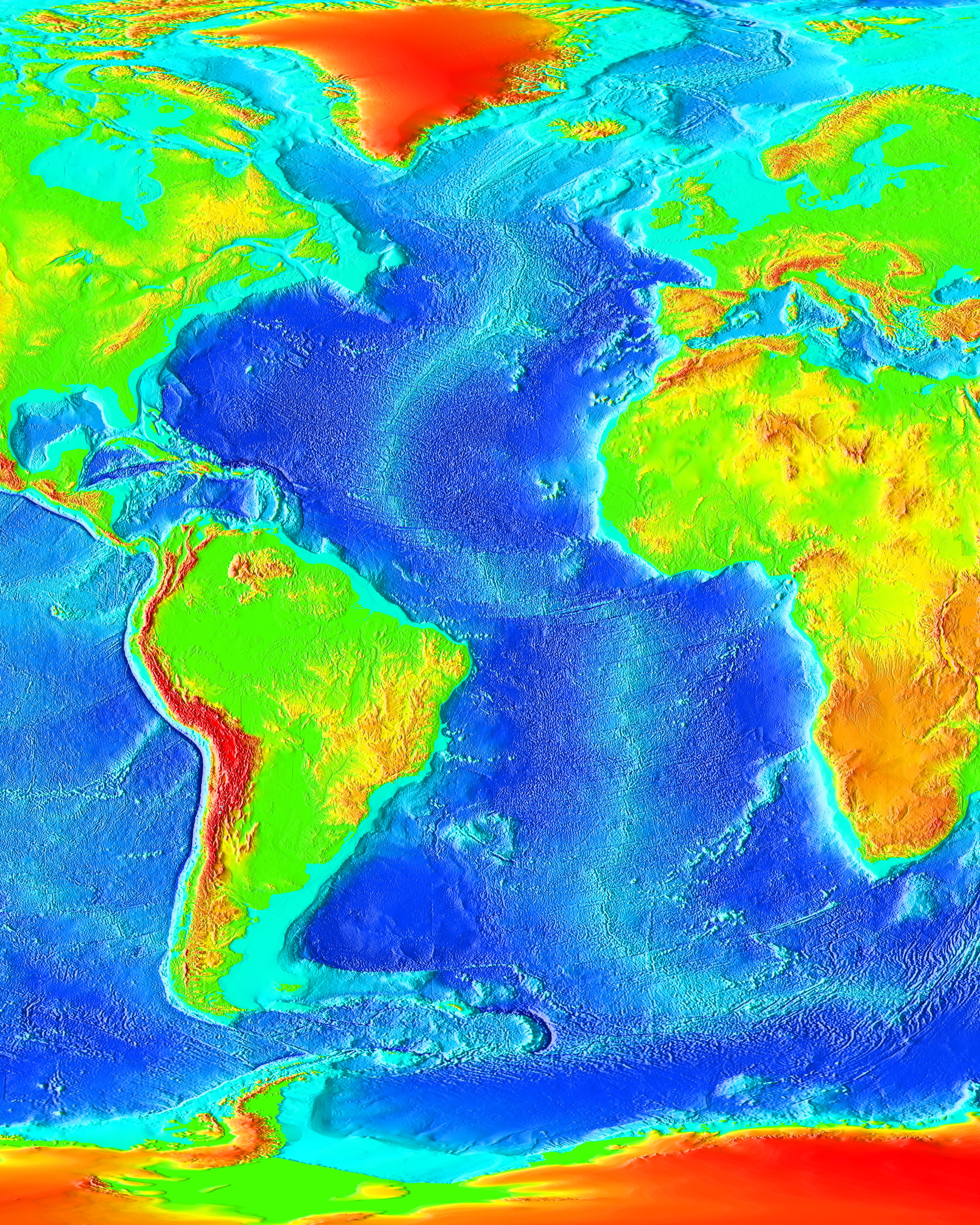
Mapa que usa a cor para mostrar a profundidade do oceano.

O fundo oceânico apresenta uma disposição regular: a plataforma continental, ampla ao largo das costas da Europa, da América do Norte e da porção meridional da América do Sul, estreita-se nas costas da África e do Brasil; uma enorme cadeia de montanhas submarinas, a dorsal meso-atlântica, estende-se ao longo do oceano; entre ela e os continentes abre-se uma série de bacias de 6 000 a 7 000 m de profundidade (bacias americana, brasileira e argentina, a Oeste; bacias escandinava, da Europa Ocidental, da Guiné, de Angola e do Cabo, a Este).
A crista dorsal é sulcada em toda a sua extensão por uma grande fossa tectônica (rift), que secciona no sentido longitudinal. Área de constante instabilidade geológica, provocada pela contínua emissão de material ígneo, é objeto de estudos geológicos que analisam os processos de formação e evolução das placas tectônicas, ou seja, da crosta terrestre.
A crista da dorsal meso-atlântica situa-se geralmente entre -3 000 e -1 500 m, mas emerge em alguns pontos, formando ilhas: Jan Mayen, Islândia, Açores, Ascensão, Tristão da Cunha. Nas latitudes equatoriais, a dorsal é cortada por falhas transversais que determinam fossas abissais (fossa da Romanche. -7 758 m). Nas outras porções do Atlântico as fossas são raras: situam-se nas Antilhas (Ilhas Caimão e Porto Rico — a mais profunda com -9 218 m) e nas ilhas Sandwich do Sul (-8 264 m)
A origem da cordilheira meso-oceânica (ou Dorsal Atlântica) está relacionada à dinâmica da tectônica de placas. O afastamento entre as placas Sul-Americana e Africana, em consequência das correntes de convecção do magma existente no manto, determina a formação de um extenso dobramento moderno que se estende de norte a sul ao longo do oceano Atlântico.

### Origem das águas
O meio ambiente terreno, exposto ao calor dos raios solares e os ventos, promove a evaporação e precipitação dos líquidos sobre os continentes dando início ao ciclo das águas, responsável pela sedimentação do fundo do mar e a salinização dos oceanos. Nesse sentido, tem-se que na fachada ocidental, grandes bacias hidrográficas despejam considerável quantidade de sedimentos sobre a plataforma continental, definindo cones aluvionais, como os dos rios São Lourenço e Mississippi, no Atlântico Norte, e o do Amazonas, na faixa equatorial.
As águas do Atlântico são as mais salgadas de todos os oceanos (37,5 por mil de salinidade média) e animadas por correntes oceânicas que asseguram intensa circulação entre as águas frias das altas latitudes e as águas quentes equatoriais. As correntes frias do Labrador e das Falkland descem respectivamente ao longo das encostas setentrionais e meridionais da América. De Benguela percorre a costa sul-ocidental africana, em direção ao equador. São compensadas pelas correntes quentes do Brasil e Equatorial Atlântica, nos seus ramos N e S, pela corrente do Golfo, que tem grande influência sobre os climas da Europa norte-ocidental tornando-os menos rigorosos.
Essa circulação das águas favorece sua oxigenação e a proliferação de plâncton, definindo importantes zonas pesqueiras, como as costas do Brasil meridional, a fachada norte-americana em torno da Terra Nova, as costas da Escandinávia e da Islândia, além da África meridional. As plataformas continentais encerram, às vezes, jazidas petrolíferas (mar do Norte, costas da Venezuela e do Brasil, golfo da Guiné). Ladeado no hemisfério Norte pelas duas áreas mais industrializadas do globo (NE dos Estados Unidos e Europa Ocidental), o Atlântico Norte apresenta o mais intenso tráfego marítimo e aéreo transoceânico do mundo.

## História

Animação da separação da Pangeia, que formou o oceano Atlântico como é conhecido atualmente.

Os antigos, que o apelidavam de mar Tenebroso ou mar Oceano, conheciam apenas as costas situadas entre o norte das ilhas britânicas e as Canárias. Dos séculos VIII a XI, os Normandos frequentaram as praias da Noruega, da Islândia, da Gronelândia, de Spitsbergen e da Nova Escócia, no actual Canadá. Até o final da Idade Média, só se faziam navegações costeiras, indo até ao cabo Bojador (atingido pelo navegador português Gil Eanes em 1434). No século XV os portugueses intensificaram a exploração da costa africana e, ao mesmo tempo, desenvolveram técnicas de navegação que permitiram viagens por alto-mar. A navegação por latitudes (determinadas pela observação da altura da estrela Polar ou do Sol ao meio-dia, técnica desenvolvida por volta de 1485) foi facilitada pelo uso de instrumentos como a bússola e o astrolábio. Outro fator decisivo foi o estudo do regime dos ventos no Atlântico: em 1439, as informações existentes já permitiam uma navegação assídua e segura. Essas técnicas, aliadas aos novos navios desenvolvidos pelos portugueses (as caravelas, de maior porte, calado mais alto e comum sistema de velas que permitia o aproveitamento dos ventos, mesmo em sentido contrário) permitiriam o reconhecimento da costa da África e as primeiras incursões em alto mar; há ainda informações de que no século XV os portugueses teriam explorado também o Atlântico Norte, juntando conhecimentos que mais tarde facilitaram a viagem de Cristóvão Colombo na primeira travessia documentada do oceano. Com o desenvolvimento técnico obtido, as viagens portuguesas tornaram-se mais ousadas e frequentes através do Atlântico, de tal forma que até 1488 toda a costa oeste da África estava explorada, reconhecida e, nos primeiros 20 anos do século XVI, toda a costa atlântica do continente americano (encontrado em 1492 por Colombo) fora visitada por navegadores portugueses, espanhóis ou italianos a serviço da Espanha. Os reis de Portugal procuraram, desde o início, garantir descobertas de seus navegadores e desde 1443, várias leis reivindicaram o direito de navegação exclusiva nos mares reconhecidos por suas naus.
Em 1454, o Papa Nicolau V ratificou a pretensão dos portugueses, reservando-lhes o direito exclusivo de navegação e comércio. Em 1474, D. Afonso V mandou que aqueles que violassem essas determinações fossem mortos e seu bens confiscados pela coroa. O Tratado de paz de Toledo, entre Espanha e Portugal, ratificou esses direitos, que foram reafirmados nas ordenações Manuelinas (1514). Até 1580, houve pouca contestação internacional a essas pretensões, exceto pequenos conflitos diplomáticos causados pela ação de corsários protegidos pelos reis da França e Grã-Bretanha. Após 1580, contudo, a contestação cresceu, envolvendo também os holandeses em guerra com a Espanha pela sua independência. Eles estenderam as ações bélicas contra Portugal, após a união das duas Coroas e passaram à liberdade dos mares; na trégua assinada com Felipe III (III de Espanha e II de Portugal), obtiveram o direito de navegar por esses mares, embora sob licença régia. Esse tratado marcou o início do fim do domínio exclusivo pelos portugueses dos mares que haviam descoberto e, após 1640, o princípio da liberdade dos mares estava solidamente estabelecido.
A partir do século XVII, começou a exploração hidrográfica do Atlântico, efetuada de início pelos holandeses, depois pelos ingleses e franceses no século XVIII. No século XIX, foram organizados numerosos cruzeiros oceanográficos que permitiram a elaboração de uma detalhada carta batimétrica do Atlântico.

## Fundos oceânicos
A crosta oceânica forma o fundo dos grandes oceanos e difere da crosta continental essencialmente pela sua pouca espessura e alta densidade.

## Características
Das áreas cobertas pelas águas oceânicas pode-se considerar um domínio continental e um domínio oceânico.
No domínio continental englobam-se os seguintes elementos morfológicos:
- Plataforma continental — zona circundante da maior parte das costas, ligeiramente inclinada, coberta por sedimentos continentais, que corresponde às zonas marginais imersas dos continentes; zona que prolonga o continente para o mar até a uma profundidade de 200 m;
- Talude continental — nesta zona, o declive acentuado é, muitas vezes, sulcado por desfiladeiros, representando o limite da parte imersa do domínio continental; a zona imersa estende-se até profundidades de 4 000 m.

No domínio oceânico englobam-se os seguintes elementos morfológicos:
- Planícies abissais — zona plana que ocupa grande extensão do fundo dos oceanos e que ocorre às profundidades de aproximadamente, 5 000 metros em média. São superfícies quase planas que representam o tecto da crosta oceânica não perturbada, oculta por uma camada de sedimentos pelágicos, de um modo geral pouco espessa. Os relevos que perturbam esta planície são normalmente de origem vulcânica, mas dividem-se em dois grupos consoante são, ou não sismicamente activos;
- Dorsais médio-oceânicas — são relevos vulcânicos dos fundos oceânicos que se situam geralmente na parte média ou nos bordos dos oceanos, formadas por alinhamentos de cadeias montanhosas separadas por riftes; elevam-se a 3 000 m acima dos fundos das bacias e estendem-se por uma largura se cerca de 1 000 km;
- Fossas oceânicas — zonas profundamente entalhadas no fundo oceânico, onde se verifica a convergência de placas tectónicas; localizam-se perto dos arcos vulcânicos ou na base do talude continental, nas proximidades de cadeias montanhosas que ocorrem nas margens dos continentes;
- Bacias oceânicas — nascem, evoluem e morrem com relativa rapidez, pelo que os seus fundos são essencialmente constituídos por rochas relativamente recentes.

## Países e territórios banhados pelo oceano
O oceano Atlântico, incluindo os mares Báltico, Mediterrâneo e Negro, banha os seguintes países e territórios (em itálico):

### Europa
| - Albânia - Alemanha - Arquipélago dos Açores (Portugal) - Bélgica - Bósnia e Herzegovina - Chipre - Croácia - Dinamarca - Eslovênia - Espanha - Finlândia - França - Guernsey (Reino Unido, dependência da coroa não integrada no país) - Gibraltar (Reino Unido) - Grécia - Ilha de Man (Reino Unido, dependência da coroa não integrada no país) - Ilhas Feroé | - Irlanda - Islândia - Itália - Jersey (Reino Unido, dependência da coroa não integrada no país) - Letónia - Lituânia - Malta - Mónaco - Montenegro - Noruega - Países Baixos - Polónia - Portugal - Reino Unido - Rússia - Suécia - Turquia |

### África
| - Arquipélago da Madeira (Portugal) - África do Sul - Angola - Benim - Cabo Verde - Camarões - Costa do Marfim - Ilhas Canárias (Espanha) - Gabão - Gâmbia - Gana - Guiné - Guiné-Bissau - Guiné Equatorial | - Libéria - Marrocos - Mauritânia - Namíbia - Nigéria - República Democrática do Congo - República do Congo - Saara Ocidental (reivindicado pelo Marrocos) - Santa Helena, Ascensão e Tristão da Cunha (Reino Unido) - São Tomé e Príncipe - Senegal - Serra Leoa - Togo |

### América do Sul
| - Argentina - Brasil - Chile - Colômbia - Guiana - Guiana Francesa (França) | - Ilhas Geórgia do Sul e Sandwich do Sul (Reino Unido) - Ilhas Malvinas (Reino Unido) - Suriname - Uruguai - Venezuela |

### América Central
| - Belize - Costa Rica - Guatemala | - Honduras - Nicarágua - Panamá |

### América do Norte
| - Bermudas (Reino Unido) - Canadá - Estados Unidos | - Gronelândia (Dinamarca) - México - São Pedro e Miquelão (França) |

### Antártida
- Ilha Bouvet (Noruega)

### Caribe
| - Anguila (Reino Unido) - Antígua e Barbuda - Aruba (Países Baixos) - Bahamas - Barbados - Cuba - Curaçau - Dominica - Guadalupe (França) - Granada - Haiti - Ilha de Navassa (Estados Unidos) - Ilhas Caimã (Reino Unido) - Ilhas Virgens Americanas (Estados Unidos) - Ilhas Virgens Britânicas (Reino Unido) | - Jamaica - Martinica (França) - Monserrate (Reino Unido) - Países Baixos Caribenhos (Países Baixos) - Porto Rico - República Dominicana - Santo André, Providência e Santa Catarina (Colômbia) - São Bartolomeu (França) - São Martinho (França) - Santa Lúcia - São Cristóvão e Neves - São Martinho (Países Baixos) - Trinidad e Tobago - Turcas e Caicos (Reino Unido) - São Vicente e Granadinas |

### Mares do oceano Atlântico

#### A leste — Europa e África
Varrendo a borda leste do oceano Atlântico, de norte para sul, encontramos:
- Mar da Noruega, entre a costa da Noruega e a Islândia;
- Mar Báltico, conectado ao Mar do Norte pelo estreito de Öresund;
  - Golfo de Bótnia, entre Suécia e Finlândia;
  - Mar de Åland, ao sul de Bótnia, entre a costa sueca e as ilhas de Åland;
  - Mar do Arquipélago, a sudoeste da Finlândia e contendo o maior arquipélago do mundo;
  - Golfo da Finlândia, entre a Finlândia e a Estônia;
  - Golfo de Riga, uma grande baía na Letônia, ao sul da ilha estoniana de Saaremaa;
- Mar do Norte, a leste da Grã-Bretanha, noroeste dos Países Baixos e oeste da Dinamarca;
  - Mar Frísio, uma zona entremarés no litoral da Holanda, Alemanha e Dinamarca;
  - Canal da Mancha entre França e Grã-Bretanha;
- Mar da Irlanda, entre a Irlanda e a Grã-Bretanha;
- Mar Celta, ao sul da Irlanda e ao norte do Cantábrico;
- Mar Cantábrico (ou golfo de Biscaia) ao norte da Espanha e sudoeste da França;
- Mar da Palha, entre Lisboa e Setúbal (Portugal);
- Mar Mediterrâneo, que se interpõe entre Europa e África e se divide em outros mares interiores, que são, de oeste para leste (aqueles marcados com asterisco não são oficialmente reconhecidos pela OHI[6] mas são ou já foram nomes usuais):
  - Mar de Alborão, entre Espanha e Marrocos, a partir do estreito de Gibraltar;
  - Mar das Baleares, entre a costa da Catalunha e as ilhas Baleares;
  - *Mar da Sardenha, porção do Mediterrâneo entre as Baleares e as ilhas de Córsega e Sardenha;
  - Mar de Ligúria, uma baía no noroeste da Itália (Ligúria e Toscana), ao norte das ilhas de Córsega e Elba;
  - Mar Tirreno, ao sul do Mar da Ligúria, limitado pela costa oeste da Itália e pelas ilhas de Córsega, Sardenha e Sicília;
  - Estreito da Sicília, entre a costa sul da Sicília e o norte da Tunísia;
  - Mar Adriático, entre a Itália e os Bálcãs;
  - Mar Jônico, ao sul do Adriático, entre as províncias do sul da Itália (Calábria e Sicília) e o noroeste da Grécia (em especial as ilhas Jônicas);
  - Golfo de Sidra, uma grande bacia na costa norte da Líbia;
  - Mar Egeu, entre a Grécia e a Turquia;
    - *Mar Trácio, porção norte do Egeu, entre a Macedônia do Norte, a Trácia e o noroeste da Turquia;
    - *Mar Mirtoico, porção sudoeste do Egeu, entre as Cíclades e o Peloponeso;
    - *Mar de Creta, ao sul do Egeu e das Cíclades e ao norte de Creta;

  - *Mar da Líbia, porção do Mediterrâneo entre a costa leste da Líbia e a ilha de Creta;
  - Mar de Mármara, entre as partes europeia e asiática da Turquia, ligado ao Egeu pelo Estreito de Dardanelos e ao mar Negro pelo estreito de Bósforo;
  - Mar Negro; encravado entre a Europa, a Anatólia e o Cáucaso, ligado ao mar de Mármara pelo estreito de Bósforo;
    - Mar de Azov, um enclave do mar Negro, represado entre a península ucraniana da Crimeia e a península russa de Taman. É ligado ao mar Negro pelo estreito de Kerch;

  - *Mar Levantino, porção do Mediterrâneo que banha o Egito, o Levante e o sudeste da Turquia.

- Golfo da Guiné, no continente africano.

#### Borda oeste — Américas

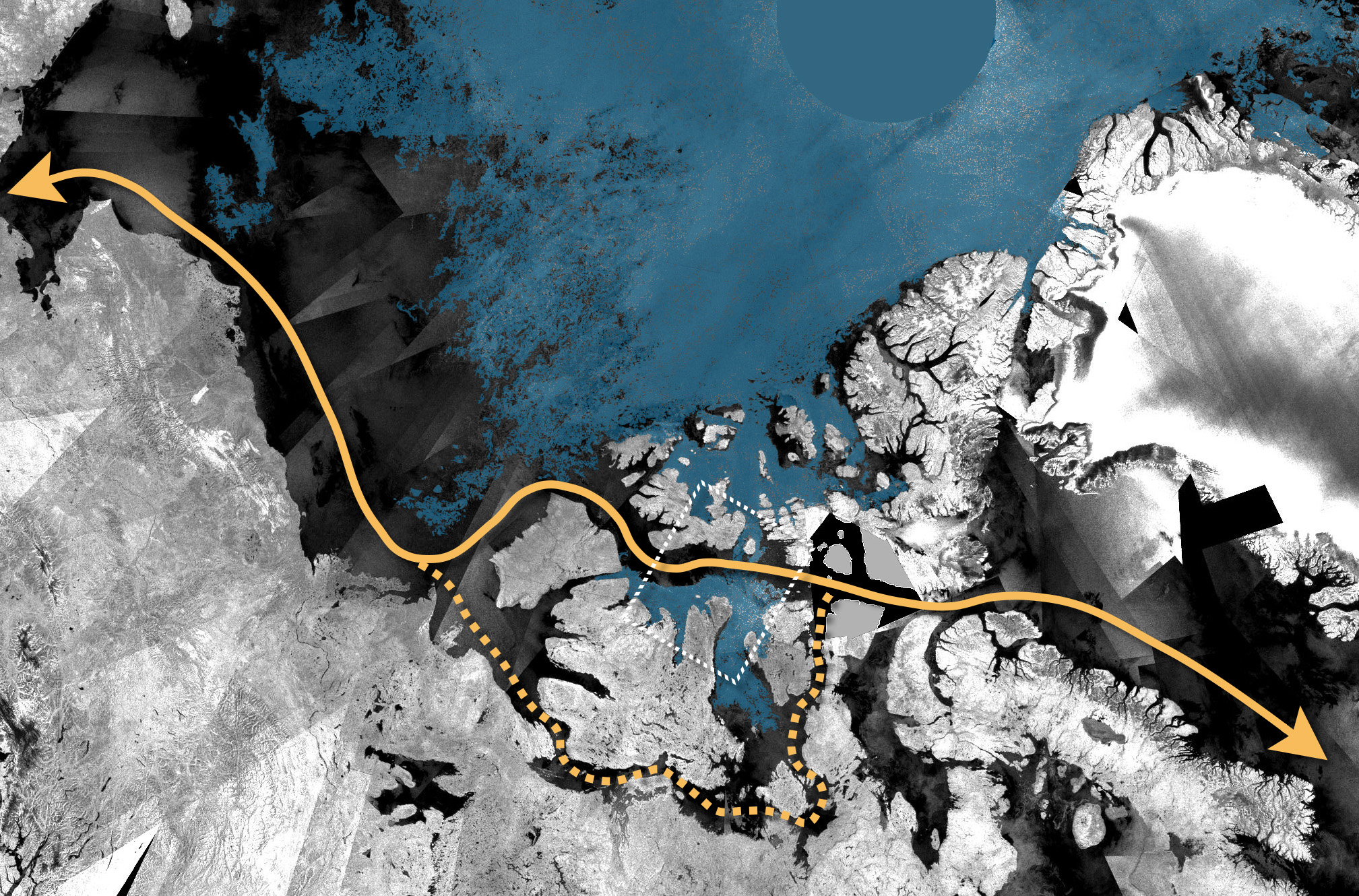
Passagem do Noroeste ligando o estreito de Davis (oceano Atlântico) ao estreito de Bering (oceano Pacífico).

Varrendo a borda leste do oceano Atlântico, de norte para sul, encontramos:
- Baía de Baffin, entre a Groenlândia e a parte insular do Canadá;
- Baía de Hudson, encravada no Canadá e também alimentada pelo Oceano Ártico;
  - Baía de James, prolongamento para sul de Hudson, entre os estados canadenses de Ontário e Quebec;
- Mar do Labrador;
- Golfo de São Lourenço;
- Golfo do México;
  - Baía de Campeche, sul do golfo do México, banhando os estados México de Campeche, Tabasco e Veracruz;
- Mar do Caribe;
  - Golfo da Venezuela;
- Mar dos Sargaços;
- Baías do litoral do Brasil;
- Mar Argentino.